# Birwinken
Birwinken is een gemeente en plaats in het Zwitserse kanton Thurgau, en maakt deel uit van het district Weinfelden.

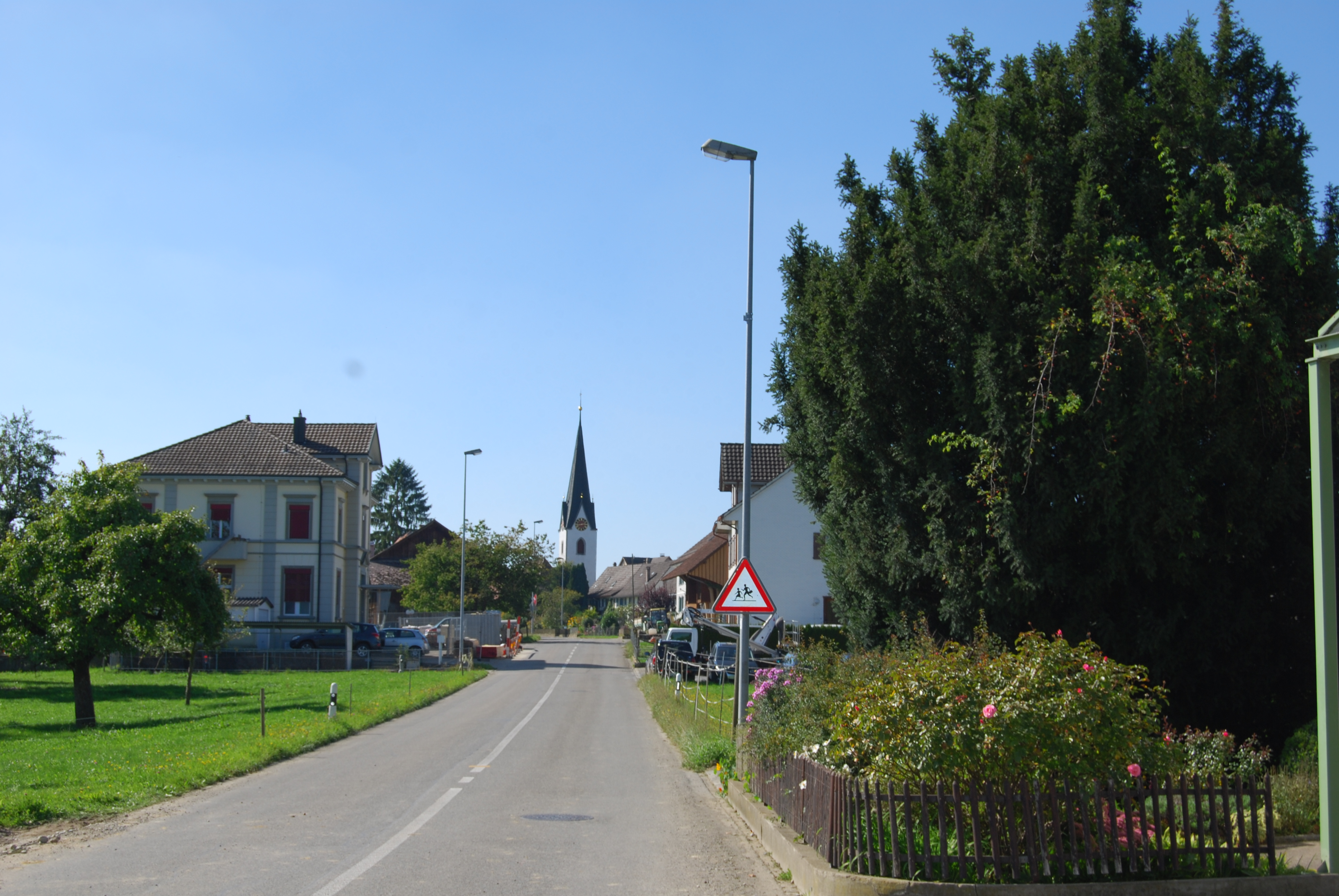
Birwinken

Birwinken telt 1282 inwoners.